# Biblioteca Nacional de Catar
La Biblioteca Nacional de Catar (en árabe: مكتبة قطر الوطنية‎) es la biblioteca nacional de Catar, ubicada en la ciudad capital de Doha. Funciona como una organización sin ánimo de lucro bajo el paraguas de la Fundación de Catar. 
La biblioteca tiene tres funciones principales: biblioteca nacional, biblioteca universitaria de investigación y biblioteca pública central metropolitana, equipada para la era digital. En su capacidad como biblioteca nacional, así definido por la Unesco, recolecta y proporciona acceso a conocimiento, incluyendo contenido de patrimonio y material relevante a Catar y a la región. Desde la apertura del nuevo edificio, la biblioteca también funciona como sitio de reunión comunitario.
La afiliación a la biblioteca es gratuita para cualquier persona que tenga un documento de identidad de Catar.

## Historia

### Fundación
Los planes para la creación de una biblioteca nacional fueron anunciados por Moza bint Nasser al-Missned, esposa del emir de Catar Hamad bin Jalifa Al Thani, el 19 de noviembre de 2012 durante una ceremonia que celebraba el 50.º aniversario de la biblioteca Dar Al Kutub, en Doha. La biblioteca Dar Al Kutub fue fundada el 29 de diciembre de 1962 y fue una de las primeras bibliotecas públicas en la región del golfo Pérsico. Hasta entonces esta se consideraba  como la biblioteca nacional de Catar.
En abril de 2012, antes del anuncio de la creación de la biblioteca, la Fundación de Catar nombró a la bibliotecaria alemana Claudia Lux como directora de la biblioteca. Lux supervisó el anuncio del lanzamiento de la biblioteca en noviembre de 2012.
En agosto de 2015, la biblioteca fue nombrada como el Centro de Preservación y Conservación de la región MENA por la Federación Internacional de Asociaciones de Bibliotecarios y Bibliotecas. Para entonces había 13 otro centros de preservación y conservación en el mundo.
En octubre de 2016, Sohair Wastawy fue nombrado director ejecutivo de la biblioteca.

### Nuevo edificio

#### Inauguración
El nuevo edificio de la biblioteca fue diseñado por el arquitecto holandés Rem Koolhaas. Se inauguró al público parcialmente en noviembre de 2017 y el 16 de abril de 2018 tuvo su inauguración oficial. Durante el evento de la inauguración el emir de Catar Tamim bin Hamad Al Thani colocó el millonésimo libro de la colección en los estantes de la biblioteca.

#### Salas y espacios
Las nuevas instalaciones incluyen una variedad de espacios para el aprendizaje colaborativo e individual, una biblioteca infantil, una sección para adolescentes y adultos jóvenes, salas de ordenadores, salas de producción para medios de comunicación digital, espacios para espectáculos artísticos, un restaurante, una cafetería, una área de tecnología asistiva y un centro de escritura.

## Colección

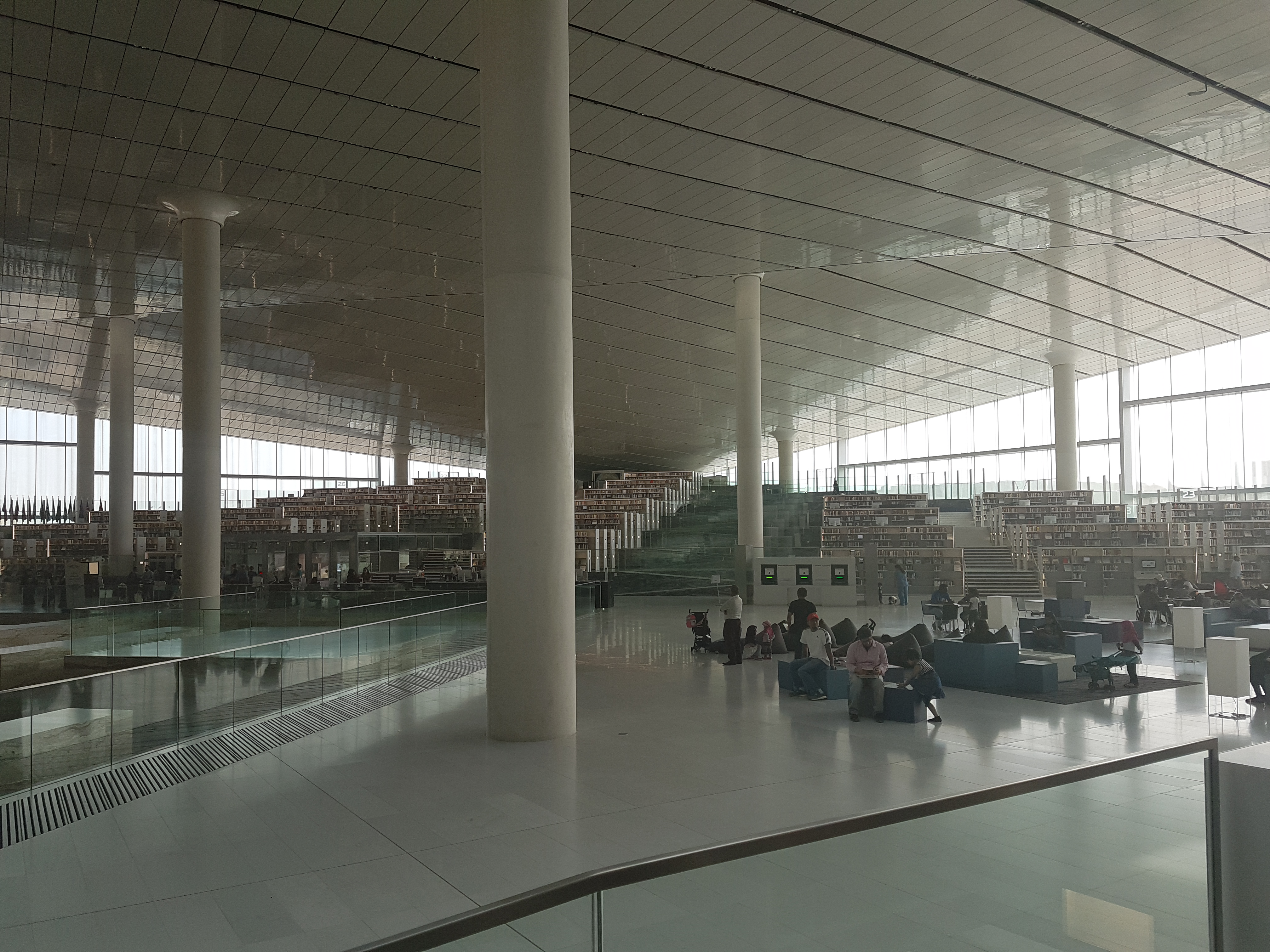
Interior de la Biblioteca Nacional de Catar.

### Colección general
La colección de la biblioteca tiene un millón de libros en árabe e inglés, incluyendo 137.000 libros infantiles y 35.000 libros para adolescentes.
En 2018, la colección de la biblioteca constaba de más de 800.000 libros y más de 500.000 libros electrónicos, periódicos y diarios, y colecciones especiales. La programación educativa de la biblioteca incluye clubes de libro, clases de idiomas, eventos musicales, talleres de manualidades, así como actividades para niños y sus familias, narración de cuentos, artes plásticas y exposiciones de ciencia.

### Biblioteca de Patrimonio
Además de la colección general y recursos en línea, la biblioteca alberga las colecciones de la Biblioteca de Patrimonio, que incluye libros raros, manuscritos, y otros materiales relacionados con las civilizaciones árabes e islámicas. La colección se empezó en 1979 por el jeque catarí Hassan bin Mohamed bin Ali Al Thani como la Biblioteca de Patrimonio Árabe e Islámico. Esta se consolidó con la colección de la biblioteca nacional en 2012.
La Biblioteca de Patrimonio proporciona una extensa gama de fuentes históricas relacionadas con Catar y la región del golfo Pérsico, incluyendo escrituras por viajeros y exploradores que visitaron la región del golfo Pérsico durante los siglos, manuscritos en árabe, globos terráqueos y mapas históricos, así como instrumentos científicos y fotografías antiguas.
La colección también incluye aproximadamente 2.400 manuscritos preciosos entre ellos ‘Mushafs' (Corán) y literatura en árabe, con un enfoque en particular en las ciencias como la geografía, astronomía y matemática.  La colección también incluye materiales impresos europeos, incluyendo traducciones al latín que datan de los siglos XV a XVII, con obras como El canon de medicina, enciclopedia médica del médico persa Avicena.
Los mapas y los manuscritos de la colección de Patrimonio han sido digitalizados y son accesibles a usuarios registrados a través del catálogo en línea de la biblioteca. Una parte de la colección de importancia internacional también está disponible libremente a usuarios en todo el mundo a través de la Biblioteca Digital Mundial.

### Biblioteca Digital de Catar

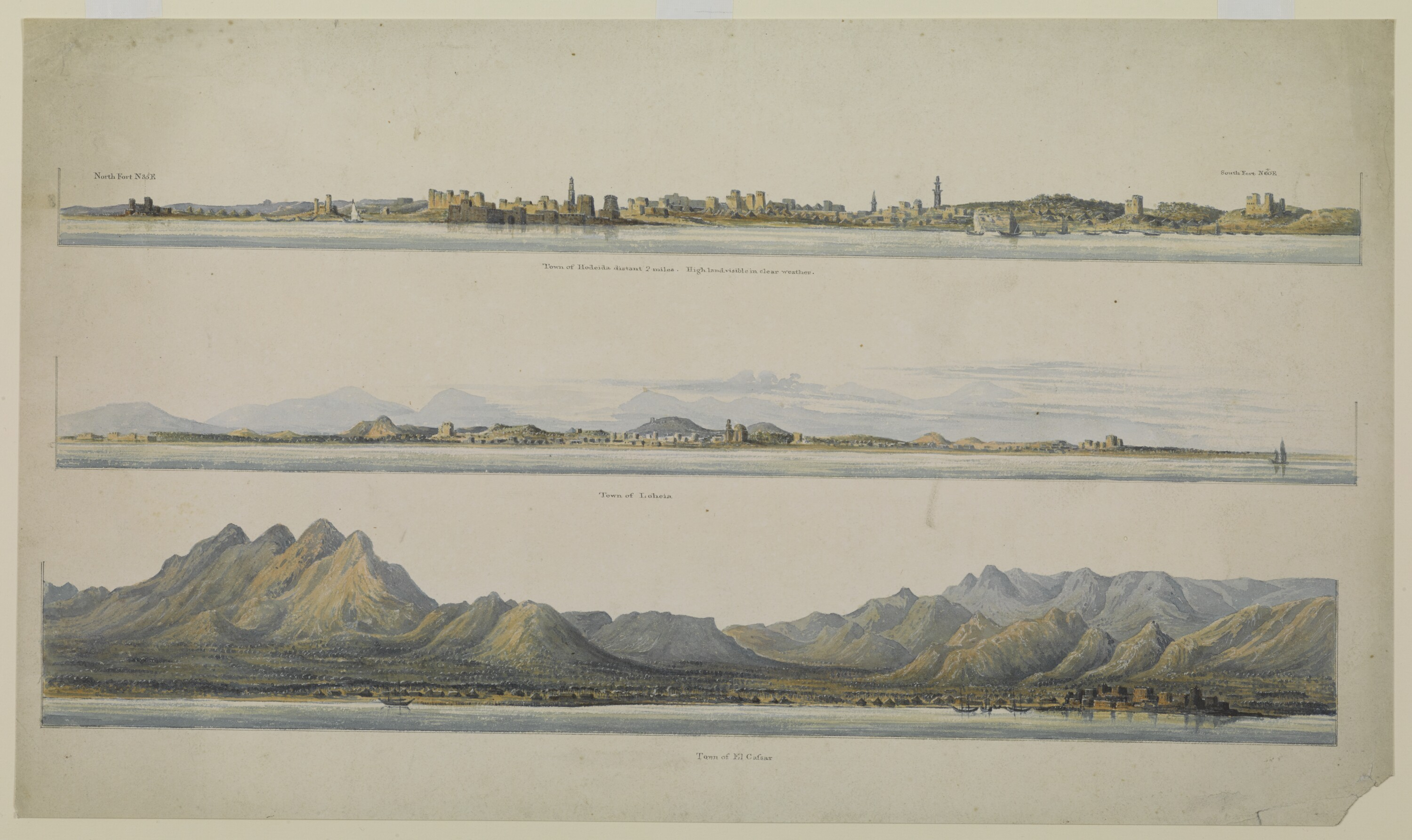
Un dibujo de tres ciudades costeras en Arabia, dibujado por Thomas Elwon en la década de 1830, parte de la colección de la Biblioteca Digital de Catar.

La Biblioteca Digital de Catar se estableció en 2012 y es fruto de la colaboración entre la Fundación de Catar, la Biblioteca Nacional de Catar y la Biblioteca Británica. La meta de esta colaboración es digitalizar material patrimonial que documenta la historia árabe e islámica y hacerla disponible gratuitamente al público a través de la biblioteca digital. La página web de la biblioteca digital se estrenó en octubre de 2014.
La biblioteca digital tiene una interfaz en árabe e inglés y abarca 1,5 millones de páginas de elementos de la colección de la Biblioteca Británica relevantes a la historia de la región del golfo Pérsico. Esto incluye documentos desde mediados del siglo XVIII hasta los años 1950 archivados en el India Office Records (Registro de la Oficina de la India, en español) y 25.000 páginas de manuscritos científicos árabes medievales.

## Eventos y exposiciones
La biblioteca organiza varias exposiciones en distintos espacios del edificio.
Cada mes la biblioteca organiza más de 80 eventos y actividades que son gratuitas y abiertas al público. Uno de esos eventos es el concierto de la Orquesta Filarmónica de Catar que se realiza cada mes.